# Gueorgui Lvov
El príncipe Gueorgui Yevguénievich Lvov (en ruso: Георгий Евгеньевич Львов; 2 de noviembre de 1861-7 de marzo de 1925) fue un aristócrata y estadista ruso y primer Primer ministro de la República Rusa del 15 de marzo al 20 de julio de 1917. Como jefe de estado de facto de Rusia, dirigió el Gobierno Provisional después de que la Revolución de Febrero condujera a la suspensión de la monarquía rusa.

## Biografía
Georgy Lvov nació el 2 de noviembre de 1861 (21 de octubre, calendario juliano) en Dresde, Sajonia, entonces parte de la Confederación Germánica. Pertenecía a la antigua familia de los Lvov, descendientes de la casa los Rúrikovichi de Yaroslavl,una de las más antiguas familias de la aristocracia rusa. Su padre fue el príncipe Yevgueni Aleksándrovich Lvov (1831-1878) y era un liberal reformista que gastaba casi todos sus ingresos en la educación de sus hijos; y su  madre Varvara Alekséievna Mosólova (1840-1906). 
Lvov y sus cinco hermanos fueron enviados a las escuelas más prestigiosas de Moscú. Durante su juventud, Georgy vivió con su familia en la casa solariega de Popovka, en la provincia de Tula, a menos de 120 millas de Moscú y a pocos kilómetros de Yasnaya Polyana, la casa del escritor León Tolstói. Los Lvov contaban con Tolstoi como uno de sus amigos más íntimos.
Para los estándares de la nobleza rusa, los Lvov llevaban un estilo de vida frugal. Los lujos eran mínimos y su patrimonio, de sólo 1000 acres, se consideraba pequeño. A finales de la década de 1870, los Lvov se endeudaron por valor de unos 150.000 rublos. Con la abolición de la servidumbre, pasaron a formar parte de la categoría de terratenientes que no disponían de medios para vivir de la manera a la que muchos otros nobles rusos estaban acostumbrados. Para poder pagar sus deudas, la familia se vio obligada a vender sus otras propiedades, una fábrica de cerveza en Bryansk y su piso en Moscú. A pesar de ello, seguían muy endeudados y se enfrentaban a la perspectiva de tener que vender Popovka o convertirla en una granja rentable. Los Lvov optaron por esta última opción: «La idea de renunciar al hogar de nuestros antepasados era impensable». La granja de Popovka se había deteriorado tanto tras décadas de abandono que su restauración requirió un trabajo extenuante. Para entonces, su padre estaba demasiado enfermo para trabajar, por lo que los cuatro hermanos mayores y la única hermana de Georgy se hicieron cargo de la granja mientras él estudiaba Derecho en la Universidad de Moscú.
Involucrado desde joven en el movimiento de los zemstvos, fue presidente del ente provincial de 1886 a 1893.
En 1899, el príncipe Lvov se casó en Praga con la retratista de origen húngaro Vilma Lwoff-Parlaghy; se divorciaron rápidamente, aunque Vilma siguió llamándose a sí misma «princesa Lwoff-Parlaghy» utilizando su nombre artístico con la autorización del príncipe Lvov. El príncipe también continuó proporcionándole una asignación anual permanente.
Lvov también estuvo casado con la condesa Julia Alexeievna Bobrinskaya (1867-1903), tataranieta de Grigory Orlov y Catalina la Grande, sin descendencia. Se conocieron mientras Lvov trabajaba en un comedor social en la gobernación de Tambov durante la hambruna rusa de 1891-1892.
En 1905 se afilió al Partido Constitucional Democrático (KD o kadete, liberal) y fue elegido para formar parte de la primera Duma. Ese mismo año logró el permiso del zar Nicolás para que los zemstvos sirviesen como organismos de asistencia a los heridos en la guerra ruso-japonesa.
Fue elegido nuevamente en la II y III Dumas y en 1913, alcalde de Moscú, aunque no logró tomar posesión al impedírselo el Gobierno.
Durante la Primera Guerra Mundial y hasta el estallido de la Revolución rusa de 1917 fue presidente de la «Asociación Nacional de Zemstvos». Crítico con la administración de la guerra por el Gobierno autocrático, se lo consideró el portavoz del Bloque Progresista.

## La revolución de 1917
Después de la Revolución de Febrero fue el primer presidente del Gobierno provisional ruso durante algunos meses (con funciones de jefe de Estado y de Gobierno). Recibió el decidido apoyo de Pável Miliukov para lograr el cargo tras la revolución de febrero. A la vez que presidente del Gobierno, desempeñó el cargo de ministro del Interior del país.
Tras las protestas de abril de 1917 se planteó utilizar la fuerza parar aplastar a los grupos extremistas e izquierda, pero no lo hizo por la debilidad del gobierno, escasamente popular entre las masas de la capital, y por la oposición de importantes figuras de los sóviets (consejos), reacios al uso de la fuerza contra el pueblo.
A comienzos de julio se desencadenó una crisis de gobierno contemporánea al fracasado levantamiento de julio que debilitó temporalmente al partido bolchevique y a los revolucionarios más exaltados. El 2 de juliojul./ 15 de julio de 1917greg. renunciaban 3 ministros "kadetes" en desacuerdo con la política del Gobierno hacia Ucrania, tres días más tarde renunciaba el ministro de Justicia socialrevolucionario (SR o eser) Perevérzev, criticado por publicar una investigación inacabada sobre el apoyo alemán a los bolcheviques.
Renunció a su cargo el 7 de juliojul./ 20 de julio de 1917greg. tras recibir de sus ministros socialistas una lista de principios generales que debían dar pie a un programa de reformas políticas y que se basaba en las resoluciones del Primer Congreso Panruso de los Sóviets. Demasiado radical para Lvov, este rechazó la propuesta y dimitió. Lvov rechazaba subordinar el Gobierno a las decisiones del Sóviet de Petrogrado, aplicar el programa de reforma agraria del ministro socialrevolucionario de Agricultura, Víctor Chernov, disolver la Duma Imperial de Rusia o proclamar la república.
Lo sucedió Aleksandr Kérenski como primer ministro en funciones.
Cuando los bolcheviques tomaron el poder lo pusieron bajo arresto, pero logró huir y se exilió en París, donde residió el resto de su vida.

## Memoriales
En Aleksin hay un monumento al príncipe Lvov y una pequeña exposición sobre él en el museo de la ciudad. En Popovka hay otro monumento frente a su iglesia local y una placa en la pared de la escuela local que fundó. Murió en Boulogne-sur-Seine y está enterrado en el cementerio ruso de Sainte-Geneviève-des-Bois, en Francia.